# Petrus Josephus de Sonnaville
Petrus Josephus de Sonnaville (Den Haag, 10 november 1830 - 1 juli 1925) was een bekende Hagenaar. Hij was een van de oprichters van het Kurhaus in Scheveningen en van de N.V. 's-Gravenhaagsche Passage Maatschappij, welke vennootschap verantwoordelijk was voor de bouw van de Passage in Den Haag.

## Familie
Zijn vader Johannes Antonius de Sonnaville, heer van Cranenbroek (Alkmaar, 8 november 1793 - Den Haag, 22 april 1860) werd daar geboren als oudste van vijf zonen (waarvan er slechts twee de kindertijd zouden overleven) van Dr. Petrus de Sonnaville (1765-1837), heer van Cranenbroek en onder meer burgemeester van Alkmaar, en Johanna de Leeuw (1777-1840).
Petrus Josephus de Sonnaville is de oudste zoon van Johannes Antonius de Sonnaville en Maria Theresia van der Kun (Rijswijk, 12 mei 1797 - Brussel, 27 juni 1846), dochter van Antonius Petrus van der Kun en Catharina Johanna Diert van Melissant. Er volgden nog twee meisjes en de zoon  Lodewijk de Sonnaville, bekend binnen muziekonderwijs. Zijn moeder overleed toen Petrus ("Piet") vijftien was, waarna zijn vader hertrouwde met de generaalsdochter Sophronie Ghislaine Steenberghe (1820 - 1860). Bij haar kreeg hij nog drie kinderen; de jongste daarvan was Johan Antonius Frédéric de Sonnaville.
Johannes Antonius de Sonnaville werd, na in 1841 uit actieve militaire dienst te zijn getreden met de eindrang van majoor der jagers, in 1848 lid van de stedelijke raad van Den Haag. In 1851 werd hij een van de 35 nieuwe gemeenteraadsleden en wethouder van Den Haag, welke ambten hij tot zijn overlijden in 1860 zou vervullen. De nieuwe grondwet was net in werking toen burgemeester Jhr Mr G.L.H. Hooft en zijn wethouders op 6 oktober bijeenkwamen. Van 1851 tot 1853 had hij tevens zitting in de Provinciale Staten van Zuid-Holland.
Petrus Josephus de Sonnaville was aanvankelijk, vanaf 1852, werkzaam als kandidaat-notaris in Den Haag. Na het overlijden van zijn vader in 1860, waarbij hij de ambachtsheerlijkheid Cranenbroek bij Heiloo, Noord-Holland) erfde, hield hij het notariaat voor gezien en zou hij doorgaans als rentenier en grondeigenaar door het leven gaan. Tegenwoordig zou men hem echter eerder omschrijven als projectontwikkelaar: De Sonnaville verwierf, veelal in een consortium met enkele andere investeerders, veel grond in Den Haag die in het laatste kwart van de 19e eeuw werd ontwikkeld, met name in de Archipelbuurt en het Zeeheldenkwartier. Met name aan de ontwikkeling van kustplaats Scheveningen tot mondaine en internationaal gerenommeerde badplaats heeft De Sonnaville veel bijgedragen.
In 1876 was De Sonnaville medeoprichter van de Société des Galeries en in 1883 stichtte hij de N.V. Maatschappij Zeebad Scheveningen, van welke vennootschap hij vicepresident van de raad van commissarissen was. Tevens werd hij vicepresident-commissaris van de N.V. Exploitatie Maatschappij Scheveningen (EMS), de N.V. Maatschappij Zeerust Scheveningen en de N.V. Maatschappij tot Exploitatie van het Hotel Wittebrug. Van het Kurhaus te Scheveningen, dat mede door hem werd opgericht, was hij vele jaren commissaris. 
Johan Antonius Frédéric de Sonnaville (1860-1941) volgde zijn oudste halfbroer Petrus Josephus op als lid van de raad van beheer van de N.V. 's-Gravenhaagsche Passage Maatschappij, welke positie hij van 1910 tot 1934 zou bekleden en als lid van de raad van beheer en commissaris van de N.V. Maatschappij Zeebad Scheveningen. Hun zwager, Jhr. Mr. Johannes Petrus Bosch van Drakestein (1847-1908, gehuwd met Florentine Caroline Johanna de Sonnaville) was vanaf 1890 lid van de raad van beheer van deze vennootschap.
Petrus Josephus de Sonnaville, Ridder in de Orde van Oranje-Nassau, overleed - bijna 95 jaar oud - in zijn huis op de Koninginnegracht nr. 48 te Den Haag en werd op 4 juni 1925 begraven te Rijswijk.